# Tak, panie ministrze
Tak, panie ministrze / Tak, panie premierze (Yes Minister / Yes, Prime Minister) – brytyjski serial komediowy nadawany w latach 1980-1988 na antenie BBC Two. Wyprodukowano 38 odcinków, przy czym pierwsze trzy serie oraz świąteczny odcinek specjalny z roku 1984 nadawano pod tytułem Tak, panie ministrze, zaś dwie pozostałe serie pod tytułem Tak, panie premierze. Autorami serialu byli Jonathan Lynn i Antony Jay.

## Fabuła

### Tak, panie ministrze
Pierwsza odsłona serialu rozgrywa się w fikcyjnym Ministerstwie Spraw Administracyjnych Wielkiej Brytanii. W wyniku rozpoczynających serial wyborów dochodzi do zmiany partii rządzącej i powołania nowego gabinetu. Nowym szefem ministerstwa zostaje Jim Hacker, którzy przychodzi do resortu z zamiarem wprowadzenia odważnych zmian. Szybko zderza się jednak z realiami politycznymi, a przede wszystkim z oporem potężnej w brytyjskim systemie władzy służby cywilnej, którą w jego resorcie kieruje niezwykle inteligentny i przebiegły sir Humphrey Appleby. Odtąd minister i sir Humphrey toczą swego rodzaju wojnę o to, kto będzie sprawował rzeczywistą władzę nad resortem.

### Tak, panie premierze
W odcinku świątecznym z 1984 roku sir Humphrey awansuje na najwyższe stanowisko, jakie może w Wielkiej Brytanii zajmować urzędnik służby cywilnej: zostaje sekretarzem gabinetu. Wie, że jego realne wpływy będą większe, jeśli będzie miał za premiera polityka stosunkowo słabego i podatnego na manipulacje. Idealnym kandydatem wydaje się minister Hacker, choć początkowo nie jest wymieniany jako poważny pretendent do kierowania rządem. Dzięki serii umiejętnych zabiegów sir Humphreya otrzymuje jednak to stanowisko i pozostaje na nim przez kolejne dwie serie.

## Bohaterowie i obsada
- Jim Hacker (Paul Eddington) – tytułowy bohater serialu, w seriach 1–3 minister spraw administracyjnych, a następnie w seriach 4–5 premier Wielkiej Brytanii. Zanim wszedł do rządu, przez wiele lat był dziennikarzem partyjnej gazety, a następnie nieznanym szerzej posłem opozycji. Jako minister ma plany licznych zmian i reform, jednak zmaga się z obstrukcją ze strony własnej służby cywilnej, kierowanej przez sir Humphreya. Sam również stara się blokować rozmaite pomysły swego oponenta, sprzeczne z jego poglądami. W efekcie trwa między nimi niemal nieustanny pojedynek, w których Hacker jest stroną zdecydowanie mniej inteligentną i mniej sprawną w rozmaitych manewrach politycznych, ale w gruncie rzeczy również bardziej uczciwą, ideową i mniej wyrachowaną.
- Sir Humphrey Appleby (Nigel Hawthorne) – w seriach 1–3 jest tzw. stałym sekretarzem Ministerstwa Spraw Administracyjnych, czyli najwyższym rangą zawodowym urzędnikiem resortu, kierującym całą jego biurokracją i praktycznie nieusuwalnym przez ministra. Sir Humphrey jest uosobieniem brytyjskich elit – znakomicie wykształcony, niezwykle inteligentny, uczęszczający do ekskluzywnych klubów, ceniący luksus. Doskonale wie, że uprzywilejowana pozycja klasy urzędniczej jest źródłem jego prestiżu i wpływów, dlatego za wszelką cenę stara się udaremniać wszelkie pomysły ministra zmierzające do ograniczenia pozycji biurokratów, bez pardonu broni status quo, a nawet próbuje poszerzać jeszcze sferę kompetencji służby cywilnej. Dzięki tym "zasługom" oraz odpowiedniej protekcji, w późniejszej części serialu zostaje sekretarzem gabinetu – szefem całej służby cywilnej.
- Bernard Wooley (Derek Fowlds) – sekretarz osobisty ministra, a potem premiera. Człowiek do głębi uczciwy, który musi ciągle zmagać się z konfliktem dwóch lojalności. Z jednej strony jest często najbliższym powiernikiem ministra, któremu wyjaśnia liczne meandry skomplikowanego świata brytyjskiej administracji. Z drugiej strony, jako członek służby cywilnej podlega również władzy sir Humphreya, dlatego nie może być obojętny na jego polecenia i życzenia.
- Frank Weisel (Neil Fitzwiliam) – w pierwszej serii doradca polityczny ministra, starający się dopilnować, aby Hacker zrealizował czym prędzej jak najwięcej elementów programu partii, niezależnie od kosztów i uwarunkowań. Miał też ambicje bycia swego rodzaju szarą eminencją resortu, co z miejsca nastawiało do niego negatywnie sir Humphreya, który w tej roli widział siebie. Zmęczony jego nadgorliwością minister wysłał go w misję zagraniczną, skąd nie powrócił już do serialu.
- Sir Arnold Robinson (John Nettleton) – w seriach 1–3 sekretarz gabinetu, jedyna osoba mająca rzeczywistą władzę nad sir Humphreyem. Choć niekiedy pojawiały się między nimi spięcia wynikające z tej zależności (zwłaszcza, gdy sir Humphrey – w ocenie sir Arnolda – „pozwalał” swemu ministrowi na zbyt wiele), przede wszystkim jest on dla sir Humphreya swego rodzaju mentorem. Dzięki jego protekcji Humphrey zostaje po serii 3 jego następcą, zaś sam Arnold w seriach 4 i 5 pozostaje bardzo wpływowym doradcą nowego sekretarza gabinetu.
- Annie Hacker (Diana Hoddinott) – żona Hackera, mająca generalnie dość niechętny stosunek do kariery męża i często doświadczająca frustracji z powodu dominacji ich życia rodzinnego przez jego pracę. Szczególnie trudno jest jej zaakceptować utratę prywatności, spowodowaną chociażby ciągłą obecnością ochroniarzy. Hackerowie mają jedno dziecko, córkę Lucy (Gerry Cowper), która bywa często wspominana w serialu, lecz pojawia się tylko w jednym odcinku.

## Produkcja

### Inspiracje
Scenarzyści serialu prowadzili podczas jego pisania szeroko zakrojone prace dokumentacyjne, mające na celu uzyskanie jak najpełniejszej wiedzy na temat tego, co dzieje się za kulisami brytyjskiej polityki, w szczególności w relacjach politycy – służba cywilna. Podjęli m.in. współpracę z Królewskim Instytutem Administracji Publicznej, think-tankiem wyspecjalizowanym w tej dziedzinie. Ich tajnymi konsultantami – których udział w produkcji ujawniono dopiero 24 lata po premierze serialu – byli także baronessa Falkender, bliska współpracowniczka premiera Harolda Wilsona, oraz lord Donoughue, który pracował zarówno dla Wilsona, jak i jego następcy Jamesa Callaghana. Ważnym źródłem inspiracji były także pamiętniki Richarda Crossmana, ministra w rządzie Wilsona.

### Powiązania

#### Wersje sceniczne
Tak, panie ministrze było ulubionym serialem komediowym Margaret Thatcher, która była autentycznym premierem Wielkiej Brytanii przez cały okres jego emisji. W 1984 pani premier oddała serialowi szczególnego rodzaju hołd, występując wraz z jego aktorami w krótkim skeczu podczas ceremonii wręczenia nagród Narodowego Związku Widzów i Słuchaczy, na której wśród laureatów znaleźli się także twórcy serialu. W 2010 swoją premierę miała napisana przez tych samych autorów sztuka teatralna oparta na serialu, w której zachowano główne elementy jego fabuły, znalazły się tam również nowe postacie i liczne odniesienia do współczesnych wydarzeń.

#### Wersja radiowa
W latach 1983–1984 BBC Radio 4 emitowało wersję radiową serialu, na którą złożyły się nagrane na nowo przez tę samą obsadę adaptacje pierwszych szesnastu odcinków telewizyjnych. W pierwszej dekadzie XXI wieku odcinki te były powtarzane przez BBC7.

#### Gra komputerowa
W 1987 ukazała się oparta na serialu gra komputerowa Yes, Prime Minister, wydana na urządzenia Commodore 64, Amstrad CPC i ZX Spectrum. Zadaniem gracza było przeprowadzić ministra Hackera przez tydzień pełen rozmaitych zawirowań.

#### Inne seriale
Tak, panie ministrze było wielokrotnie adaptowane w innych państwach. Do tak powstałych seriali należą:
- Not My Department (Kanada)
- Rosenbaddarna (Szwecja)
- Sim, Sr. Ministro (Portugalia)
- Ji, Mantriji (Indie)[4]
- Polishook (Izrael)

W 2005 swoją premierę miał brytyjski serial The Thick of It, dotykający podobnej tematyki, zawierający wyraźne odniesienia do Tak, panie ministrze i starający się dostosować podobną koncepcję fabularną do realiów współczesnej brytyjskiej polityki.